# Achipteria italica
Achipteria italica är en kvalsterart som först beskrevs av Oudemans 1914.  Achipteria italica ingår i släktet Achipteria och familjen Achipteriidae. Inga underarter finns listade i Catalogue of Life.